# Sean Baker
Sean Baker (Summit, Nueva Jersey, 26 de febrero de 1971) es un cineasta estadounidense. Graduado por la Universidad de Nueva York, es conocido por la realización de películas como Starlet (2012), Tangerine (2015) y The Florida Project (2017). En 2024 ganó la Palma de Oro del Festival de Cannes y en 2025 el Oscar a mejor película, guion original, montaje y dirección por Anora.

## Biografía
Baker nació en Summit, Nueva Jersey y creció en el barrio de Short Hills de Millburn, Nueva Jersey.  Su madre era maestra y su padre era abogado. Baker tiene una hermana que es músico profesional de synth-pop y diseñadora de producción. Ella ha contribuido a sus películas.
Baker se obsesionó con las películas caseras a temprana edad después de que su madre lo llevara a ver películas que se proyectaban en la biblioteca local, mientras asistía al colegio de secundaria Gill St. Bernard's High School. En los condados de Somerset y Morris, Baker trabajó como proyeccionista en el Teatro Wellmont de Montclair, Nueva Jersey. También trabajó como taxista durante sus años universitarios. Recibió su licenciatura de Bellas Artes en estudios cinematográficos de la Universidad de Nueva York a través de la Escuela de Artes Tisch.

## Carrera
El primer largometraje de Baker fue Four Letter Words, una película que gira en torno a la apariencia, los puntos de vista, las actitudes y el lenguaje de los hombres jóvenes en Estados Unidos. Baker escribió, dirigió y editó la película. Luego, Baker hizo Take Out, que coescribió, codirigió, coeditó y coprodujo con Shih-Ching Tsou. La película gira en torno a un inmigrante chino ilegal que se atrasa en el pago de una deuda de contrabando, dejándole solo un día para conseguir el dinero. La película tuvo su estreno mundial en el Slamdance Film Festival el 18 de enero de 2004, pero obtuvo una distribución limitada. El tercer largometraje de Baker, Prince of Broadway, se estrenó en el Festival de Cine de Los Ángeles el 22 de junio de 2008. La película gira en torno a un estafador callejero de Nueva York que se gana la vida imitando marcas. El descubrimiento de que tiene un hijo marcará su nueva vida. Baker dirigió, escribió, coprodujo, filmó y editó la película, que recibió un lanzamiento limitado el 3 de septiembre de 2010.
La cuarta película de Baker, Starlet, fue coescrita con Chris Bergoch y la protagonizaron las actrices Dree Hemingway y Besedka Johnson. Starlet explora la improbable amistad entre Jane (Hemingway), de 21 años, y Sadie (Johnson), de 85, dos mujeres cuyas vidas se cruzan en el Valle de San Fernando, en California. La película tuvo su presentación mundial en el marco del festival South by Southwest el 11 de marzo de 2012 y recibió un lanzamiento limitado el 9 de noviembre de 2012. Se abrió principalmente a críticas positivas y tiene una calificación de 88 por ciento en Rotten Tomatoes. La quinta película de Baker, Tangerine, sigue a una trabajadora sexual transexual que descubre que su novio y proxeneta la ha estado engañando. La película fue filmada utilizando tres teléfonos inteligentes iPhone 5s y recibió elogios por sus innovadoras técnicas de realización cinematográfica. Tangerine presenta a Kitana Kiki Rodriguez, Mya Taylor, Karren Karagulian, Mickey O'Hagan y James Ransone y fue producida por Mark Duplass y Jay Duplass. Baker nuevamente coescribió el guion con Bergoch; también coprodujo, copiló y editó la película. Tuvo su presentación mundial en el Festival de Cine de Sundance el 23 de enero de 2015, y recibió un lanzamiento limitado el 10 de julio de 2015. Recibió críticas extremadamente positivas, obteniendo una calificación del 97 por ciento en el sitio web Rotten Tomatoes.
La sexta película de Baker, The Florida Project, se presentó en la Quincena de Directores del Festival de Cine de Cannes 2017 y fue estrenada en Estados Unidos el 6 de octubre de 2017. Una vez más, Baker editó la película él mismo y coescribió el guion con su colaborador Chris Bergoch. La trama sigue a una niña de seis años que vive en un motel de mala muerte con su madre, una joven inconformista y rebelde, en Orlando, Florida. La madre malvive vendiendo perfumes mientras intenta no meterse en problemas para llegar a fin de mes. La película fue elogiada por sus actuaciones (especialmente la de Willem Dafoe como gerente del motel) y por la dirección de Baker, y fue elegida por el National Board of Review y el American Film Institute como una de las 10 mejores películas del año. Dafoe obtuvo nominaciones en la categoría Mejor Actor de Reparto en los premios Óscar, Globo de Oro y BAFTA.
En 2023 el Festival Cinema Jove de València, premió a Baker por su habilidad para retratar la cara oculta de la prosperidad americana, destacando su innovador uso tanto de formatos digitales como analógicos en películas como The Florida Project y Red Rocket. 
Baker es también uno de los creadores de la comedia Greg the Bunny, protagonizada por Seth Green y Eugene Levy. El programa se basa en una serie de cortometraje que Baker dirigió y escribió, los cuales se emitieron en un canal de cine independiente y que a su vez se basaron en un programa de televisión llamado Junktape. En 2010, Baker, Spencer Chinoy y Dan Milano crearon un spin-off llamado Warren the Ape. La serie se emitió en MTV y se canceló tras una temporada.
Las películas más recientes de Baker son Red Rocket (2021) y la multipremiada Anora (2024) (Palma de Oro de Cannes y cinco Oscars).

## Vida personal

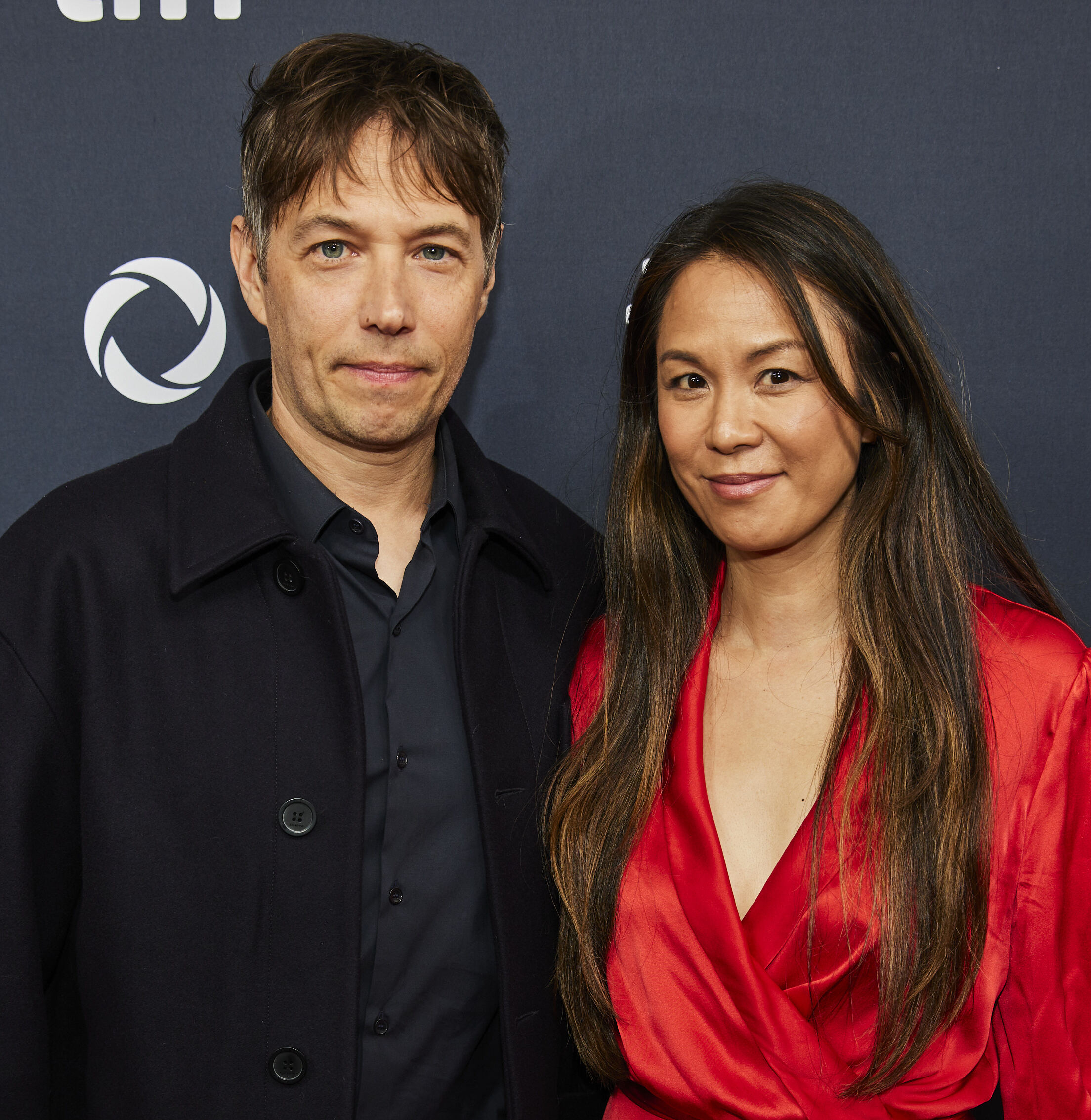
Baker y Samantha Quan en el Festival de Cine de Toronto en 2024.

Baker está casado con Samantha Quan, productora de muchas de sus películas. Desde julio de 2021, tienen dos perros, Bunsen y Boonee, este último apareció en su película de 2012, "Starlet".

## Filmografía
| Año  | Película            | Director | Guionista | Productor | Editor | Notas                            |
| ---- | ------------------- | -------- | --------- | --------- | ------ | -------------------------------- |
| 2000 | Four Letter Words   | Sí       | Sí        | No        | Sí     |                                  |
| 2004 | Take Out            | Sí       | Sí        | Sí        | Sí     | dirigido junto a Shih-Ching Tsou |
| 2008 | Prince of Broadway  | Sí       | Sí        | Sí        | Sí     |                                  |
| 2012 | Starlet             | Sí       | Sí        | Sí        | Sí     |                                  |
| 2015 | Tangerine           | Sí       | Sí        | Sí        | Sí     |                                  |
| 2017 | The Florida Project | Sí       | Sí        | Sí        | Sí     |                                  |
| 2021 | Red Rocket          | Sí       | Sí        | Sí        | Sí     |                                  |
| 2024 | Anora               | Sí       | Sí        | Sí        | Sí     |                                  |

| Año       | Película       | Director | Guionista | Productor | Editor | Notas           |
| --------- | -------------- | -------- | --------- | --------- | ------ | --------------- |
| 2002-2006 | Greg the Bunny | Sí       | Sí        | No        | Sí     | También creador |

## Premios y distinciones
Premios Óscar
| Año  | Categoría            | Película | Resultado |
| ---- | -------------------- | -------- | --------- |
| 2025 | Mejor dirección      | Anora    | Ganador   |
| 2025 | Mejor guion original | Anora    | Ganador   |
| 2025 | Mejor montaje        | Anora    | Ganador   |
| 2025 | Mejor película       | Anora    | Ganador   |